# Hermann Reschny

Hermann Reschny

Hermann Reschny (* 15. Juni 1898 in Stammersdorf; † 7. Jänner 1971 in Graz) war ein österreichischer Politiker (NSDAP) und SA-Obergruppenführer.

## Leben und Wirken
Nach dem Besuch der Volksschule und der Bürgerschule wurde Reschny am Seminar in Feldkirch ausgebildet. Von 1916 bis 1919 gehörte er der österreichisch-ungarischen Armee an, mit der er am Ersten Weltkrieg teilnahm, in dem er an der Russland- und der Italienfront eingesetzt wurde. Von 1919 bis 1933 arbeitete Reschny als Lehrer in Wien.
Reschny trat zum 3. September 1926 der NSDAP bei (Mitgliedsnummer 52.036). Von 1932 bis 1933 war Reschny Abgeordneter im Niederösterreichischen Landtag, dann ab 1933 Mitglied des österreichischen Bundesrates. Seit 1926 führte er die österreichische Sturmabteilung (SA), die in der ersten Hälfte der 1930er Jahre zusammen mit der im Deutschen Reich stationierten Österreichischen Legion die SA-Obergruppe VIII, ab März 1934 die SA-Obergruppe XI bildete. Mit 1. Juli 1932 wurde Reschny zum Führer der SA-Gruppe Österreich ernannt, am 20. April 1933, dem Geburtstag Adolf Hitlers, wurde er zum SA-Obergruppenführer befördert. Diese Beförderung stellte eine beachtliche Auszeichnung Reschnys und seiner Verdienste um die österreichische SA dar, nicht nur, weil es damals im gesamten Deutschen Reich nur acht SA-Obergruppenführer gab, sondern auch, weil Österreich als SA-Territorialeinheit 1933 noch den Status einer SA-Gruppe hatte und erst nach dem Verbot der NSDAP zur SA-Obergruppe wurde.
Im Juli 1934 war Reschny als Führer der illegalen SA in Österreich an dem gescheiterten Juliputsch der österreichischen Nationalsozialisten gegen die Regierung Dollfuss beteiligt. Dabei war Reschny aber mehr Getriebener als eigenständiger Akteur, weil er nicht in die Pläne der Putschisten der SS-Standarte 89, welche am 25. Juli 1934 das Kanzleramt und die RAVAG besetzten, eingeweiht war. Ihm war auch entgangen, dass die seiner Kommandogewalt unterstehenden steirischen SA-Brigadeführer Konstantin Kammerhofer und August Meyszner, die aus den Reihen des ehemaligen Steirischen Heimatschutzes stammten, insgeheim mit den SS-Kanzleramtsputschisten und damit seinen innerparteilichen Widersachern paktierten und quasi eine NS-Machtübernahme in Österreich unter völliger Umgehung ihres „Chefs“ zu realisieren versuchten. Die am 25. Juli 1934 erfolgte SA-Erhebung in der Steiermark, von der Reschny annahm, es sei eine „spontane“ Aktion „seiner“ SA, veranlasste ihn dann dazu, auch den SA-Formationen in den übrigen Bundesländern den Befehl zum Aufstand zu erteilen. Einerseits wollte er damit die steirische SA militärisch entlasten, andererseits hoffte er im Fall eines Gelingens der SA-Erhebung(en) als eigentlicher Gewinner des Juliputsches und derjenige dazustehen, der allein die „Machtübernahme“ der Nationalsozialisten in Österreich ermöglicht habe.
Nach dem Scheitern des Putsches floh Reschny aus Österreich ins Deutsche Reich. Dort organisierte er die sogenannte Österreichische Legion und leitete sie als „SA-Hilfswerk Nordwest“ von Bad Godesberg aus. Im April 1938, nach dem Anschluss Österreichs an das Deutsche Reich, marschierte die Legion unter seiner Führung in der Ostmark ein. Daneben saß er von März 1936 bis April 1938 als Abgeordneter für den Wahlkreis 20 (Köln-Aachen) im nationalsozialistischen Reichstag. Diese Funktionen konnten allerdings nicht darüber hinwegtäuschen, dass Reschnys politischer Stern seit dem missglückten Juliputsch in Österreich stetig gesunken war. Ab 1939 nahm Reschny als Hauptmann am Zweiten Weltkrieg teil. Er wurde 1948 von einem österreichischen Gericht zu sechzehn Jahren Haft verurteilt und 1957 vorzeitig entlassen.